# 石堅 (遼陽人)

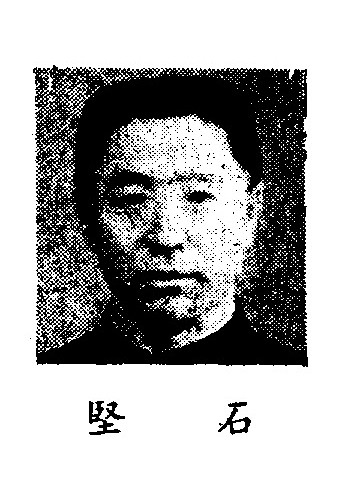
制憲國民大會代表

石堅（1899年7月19日—1980年7月23日），字墨堂，別署摩天居士，男，奉天（今辽宁）辽阳人，中华民国政治人物。民國37年（1948年）當選工礦團體東北區第一屆立法委員。
石堅九一八事變後即參與地下抗日工作，1939年為滿州國政府偵破，匆忙避難，家庭散落。後於1944年三省黨部事件中被捕。

## 生平[3][4][5][6]
- 國立瀋陽高等師範學校國文史地部畢業
- 哈爾濱、滿洲里等地小學校長
- 遼寧省立第一、第二師範學校、遼寧省立師範專修科等校訓育主任、教務長、校長
- 中國國民黨東北黨務辦事處主任委員
- 中國國民黨吉林省黨部主任委員
- 中國國民黨遼寧省黨部主任委員
- 制憲國民大會代表
- 遼寧省臨時參議會議長
- 民國69年7月23日病故[7]